# Клікава
Клікава (пол. Klikawa) — село в Польщі, у гміні Пулави Пулавського повіту Люблінського воєводства.
Населення — 611 осіб (2011).

## Демографія
Демографічна структура станом на 31 березня 2011 року:
|          | Загалом | Допрацездатний вік | Працездатний вік | Постпрацездатний вік |
| -------- | ------- | ------------------ | ---------------- | -------------------- |
| Чоловіки | 291     | 64                 | 198              | 29                   |
| Жінки    | 320     | 65                 | 192              | 63                   |
| Разом    | 611     | 129                | 390              | 92                   |